# Cacyparis rectilineata
Cacyparis rectilineata är en fjärilsart som beskrevs av W. Warren 1916. Cacyparis rectilineata ingår i släktet Cacyparis och familjen trågspinnare. Inga underarter finns listade i Catalogue of Life.